# 匡智張玉瓊晨輝學校

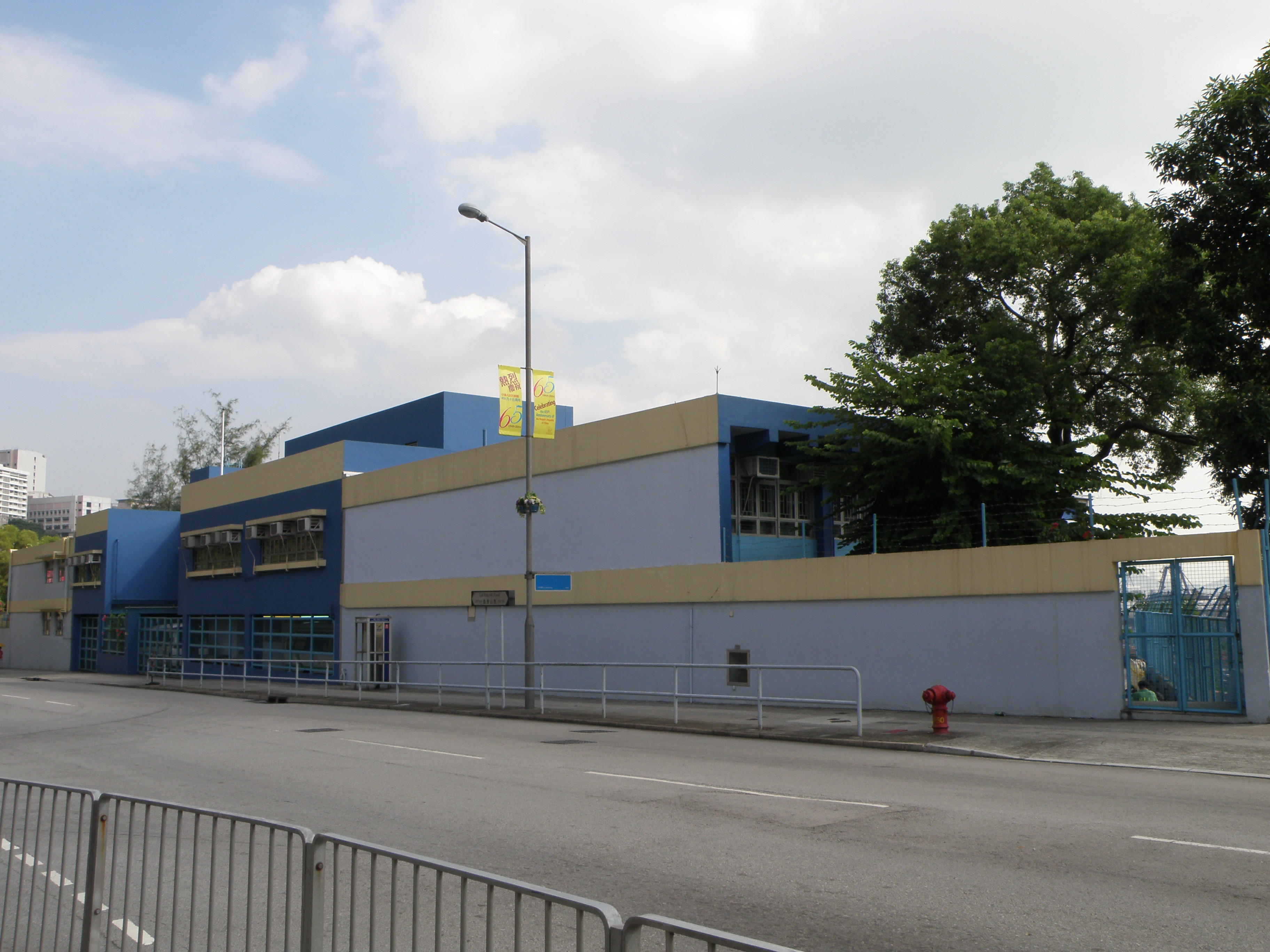
校舍北面

匡智張玉瓊晨輝學校（英語：Hong Chi Winifred Mary Cheung Morninghope School）是香港的一所特殊學校，位於新界葵青區下葵涌荔景山路220號，近港鐵東涌綫荔景站通風大樓。

## 歷史
1988年，該學校以「張玉瓊晨輝學校」和分別作為中文和英文的學校名稱創立，本校的辦學團體由香港弱智人士服務協進會創辦。
1997年11月，為配合該校的辦學團體「香港弱智人士服務協進會」更名為「匡智會」，其學校名稱將中文名稱的「張玉瓊晨輝學校」和英文名稱的分別更名為「匡智張玉瓊晨輝學校」和。
1989年葵芳邨重建遷校至荔景東涌綫通風大樓，改名為張玉瓊晨輝學校，以張玉瓊女仕名稱捐助興建，而命名為張玉瓊晨輝學校，當時名為葵芳晨曦，因為興建於葵芳，以地方命名

## 設施
課室、禮堂、WII室（P5B）、操場、圖書館、資訊科技學習室、電腦室、視覺藝術室、音樂室、家政室、設計與科技室、感統室、自閉症學童輔導室、言語治療室、職業治療室、學習輔導室、校務處、家長資源室、卡拉OK室（P6B）、輔室（S5A）。
全校平板電腦／電腦超過150部，它們亦於所有輕度組課室、禮堂及遊戲室安裝了投影機，全部班級課室均安裝了互動白板/觸控屏幕及配置連接網絡的多媒體電腦。

### 來源
1. 1 2  《香港弱智人士服務協進會 一九九四至九五年度年報》 香港弱智人士服務協進會，第28－29頁：服務單位分佈圖

## 外部連結
- 匡智張玉瓊晨輝學校官方網站（页面存档备份，存于）
- 家庭與學校合作事宜委員會相關網站 - 匡智張玉瓊晨輝學校（页面存档备份，存于）